# Kanton Lagny-sur-Marne
Der Kanton Lagny-sur-Marne ist seit 1973 ein französischer Wahlkreis im Arrondissement Torcy, im Département Seine-et-Marne und in der Region Île-de-France; sein Hauptort ist Lagny-sur-Marne.

## Gemeinden
Der Kanton besteht aus 14 Gemeinden mit insgesamt 72.995 Einwohnern (Stand: 1. Januar 2022) auf einer Gesamtfläche von 58,90 km²:
| Gemeinde                  | Einwohner 1. Januar 2022 | Fläche km² | Dichte Einw./km² | Code INSEE | Postleitzahl |
| ------------------------- | ------------------------ | ---------- | ---------------- | ---------- | ------------ |
| Carnetin                  | 457                      | 1,61       | 284              | 77062      | 77400        |
| Chalifert                 | 1.581                    | 2,42       | 653              | 77075      | 77144        |
| Chanteloup-en-Brie        | 4.166                    | 3,17       | 1.314            | 77085      | 77600        |
| Conches-sur-Gondoire      | 1.751                    | 1,52       | 1.152            | 77124      | 77600        |
| Dampmart                  | 3.655                    | 5,92       | 617              | 77155      | 77400        |
| Gouvernes                 | 1.175                    | 2,72       | 432              | 77209      | 77400        |
| Guermantes                | 1.151                    | 1,26       | 913              | 77221      | 77600        |
| Jablines                  | 665                      | 8,04       | 83               | 77234      | 77450        |
| Lagny-sur-Marne           | 21.433                   | 5,72       | 3.747            | 77243      | 77400        |
| Lesches                   | 767                      | 4,03       | 190              | 77248      | 77450        |
| Montévrain                | 14.847                   | 5,45       | 2.724            | 77307      | 77144        |
| Pomponne                  | 4.149                    | 7,17       | 579              | 77372      | 77400        |
| Saint-Thibault-des-Vignes | 6.793                    | 4,70       | 1.445            | 77438      | 77400        |
| Thorigny-sur-Marne        | 10.405                   | 5,17       | 2.013            | 77464      | 77400        |
| Kanton Lagny-sur-Marne    | 72.995                   | 58,90      | 1.239            | 7709       | –            |

Bis zur Neuordnung bestand der Kanton Lagny-sur-Marne aus den vier Gemeinden Gouvernes, Lagny-sur-Marne, Pomponne und Saint-Thibault-des-Vignes. Sein Zuschnitt entsprach einer Fläche von 26,70 km2.